# U-Boot Tipo UB I
Gli U-Boot Tipo UB I erano una classe di sommergibili costieri di produzione tedesca, entrati in servizio a partire dal 1915 ed attivi durante la prima guerra mondiale anche con le marine militari dell'Impero austro-ungarico e della Bulgaria; si trattava di sommergibili pensati per essere talmente piccoli da essere trasportabili per ferrovia smontati, per poi venire riassemblati.